# Alyson Court
Alyson Court (9 de noviembre de 1973) es una actriz canadiense que debutó en la película infantil de 1985 Sesame Street Presents Follow That Bird y dio voz a la campista Dawn en la película animada de 1986: The Care Bears Movie II: A New Generation. También interpretó al personaje de Loonette the Clown, el personaje central de la serie de televisión canadiense, The Big Comfy Couch, de 1993 al 2003. Alyson también ha sido la actriz en dar voz a Claire Redfield, en la serie de videojuegos: Resident Evil, habiéndole prestado su voz tanto en Resident Evil 2, Resident Evil Code: Veronica, Resident Evil The Darkside Chronicles, Resident Evil Revelations y en la película de animación CG, Resident Evil: Degeneration.
A partir de Resident Evil 2, los diseñadores de los juegos antes mencionados se basaron en dicha actriz a la hora de diseñar el personaje de Claire.

## Filmografía
- Star Wars: Ewoks - Malani the Ewok
- Beetlejuice (Serie de Televisión) - Lydia Deetz
- Mr. Men Show - Little Miss Magic
- X-Men: The Animated Series - Jubilee
- Marvel vs Capcom: Clash of Super Heroes  - Jubilee
- Timothy Goes To School - Nora Mouse
- Skyland - Dahlia
- Resident Evil 2 - Claire Redfield
- Resident Evil Code: Verónica - Claire Redfield
- Resident Evil: Degeneration - Claire Redfield
- Resident Evil: The Darkside Chronicles - Claire Redfield
- Big Comfy Couch - Loonette the Clown